# 白诚仁
白诚仁（1932年—），男，四川成都人，中国作曲家，曾任中国音乐家协会湖南分会主席，中国音乐家协会常务理事。 其兄長為中國古典文學研究家白敦仁。:105